# Liste der Biografien/Siet
Liste der Biografien |
Portal Biografien |
Personensuche
# |
A |
B |
C |
D |
E |
F |
G |
H |
I |
J |
K |
L |
M |
N |
O |
P |
Q |
R |
S |
T |
U |
V |
W |
X |
Y |
Z |
?
 
Sa |
Sb |
Sc |
Sd |
Se |
Sf |
Sg |
Sh |
Si |
Sj |
Sk |
Sl |
Sm |
Sn |
So |
Sp |
Sq |
Sr |
Ss |
St |
Su |
Sv |
Sw |
Sy |
Sz
 
Sia |
Sib |
Sic |
Sid |
Sie |
Sif |
Sig |
Sih |
Sii |
Sij |
Sik |
Sil |
Sim |
Sin |
Sio |
Sip |
Siq |
Sir |
Sis |
Sit |
Siu |
Siv |
Siw |
Six |
Siy |
Siz
 
Sieb |
Siec |
Sied |
Sief |
Sieg |
Sieh |
Siek |
Siel |
Siem |
Sien |
Siep |
Sier |
Sies |
Siet |
Sieu |
Siev |
Siew |
Siey
Die Liste der Biografien führt alle Personen auf, die in der deutschsprachigen Wikipedia einen Artikel haben. Dieses ist eine Teilliste mit 11 Einträgen von Personen, deren Namen mit den Buchstaben „Siet“ beginnt.

## Siet

### Sieta
- Sietan, Janne (* 2002), deutscher Fußballspieler
- Sietas, Erwin (1910–1989), deutscher Schwimmer
- Sietas, Tom (* 1977), deutscher Apnoetaucher

### Siete
- Sietesz, Nicolaus († 1475), Maler der Gotik

### Sieti
- Sietiņa, Anete (* 1995), lettische Speerwerferin
- Sietiņš, Guntars (* 1962), lettischer Grafiker, Medailleur und Hochschullehrer

### Sietm
- Sietmann, Hermann (1897–1947), deutscher Widerstandskämpfer gegen den Nationalsozialismus

### Siets
- Sietske (* 1985), niederländische Jazzmusikerin (Gesang, Liedtexte, Komposition)

### Sietz
- Sietz, Anika (* 1977), deutsche Badmintonspielerin
- Sietze, Ferdinand (1798–1847), deutscher Jurist und Schriftsteller
- Sietzen, Christoph (* 1992), luxemburgischer Marimbaspieler